# Csák Zsuzsa
Csák  Zsuzsa (Budapest, 1948. október 24. – 2023. március 13.) magyar színésznő.

## Életpályája
Színészi pályáját 1969-ben Kecskeméten kezdte, 1984-től a Veszprémi Petőfi Színházhoz, 1986-tól ismét a kecskeméti Katona József Színházhoz szerződött. 1980–1981-ben játszott a Stúdió K Színház előadásaiban is. 1988-tól a zalaegerszegi Hevesi Sándor Színház tagja, 1991-től szabadfoglalkozású színművésznő volt.

## Fontosabb színházi szerepei
- William Shakespeare: Szentivánéji álom... Puck
- William Shakespeare: Ahogy tetszik... Phoebe, pásztorlány
- William Shakespeare: Szeget szeggel... Tekeriné asszony, kerítőnő
- Pedro Calderón de la Barca: Úrnő és komorna... Gileta, parasztlány
- Niccolò Machiavelli: Maszlag (Mandragóra)... Zsófi mama, Luca anyja, vén kerítőnő
- Mihail Afanaszjevics Bulgakov: Iván a rettentő... Zinajda Mihajlovna, moziszínésznő
- Mihail Afanaszjevics Bulgakov: Kutyaszív... Háziasszony, neve Darja (Petrovna Ivanova)
- Nyikolaj Vasziljevics Gogol - Rolf P. Parchwitz: Revizor... Eugenie Anna, a polgármester felesége
- Lev Nyikolajevics Tolsztoj - Erwin Piscator: Háború és béke... Marja Bolokonszkaja
- Victor Hugo: A Notre-Dame-i toronyőr... Jósnő
- Jaroslav Hašek: Svejk... Paliveczné (Tanka néni); Müllerné; Bárónő
- Georg Büchner: Leonce és Léna I. /Kintorna/ ... Léna, hercegnő Pipi birodalmából, aki szeretne mindig csak menni, menni
- Ariano Suassuna: A kutya testamentuma... Pékné
- Jean Genet: A balkon... Georgette, az Androméda csoportból (Stúdió K - vendégjáték: Belgrád, Amszterdam)
- Andonis Doriadis: Különös délután... Nő
- Csokonai Vitéz Mihály: Özvegy Karnyóné... Boris, szobalány
- Szigligeti Ede: Liliomfi... Kamilla, kisasszony
- Füst Milán: Árvák... Eveline, a házikisasszony Lockéknál
- Zelk Zoltán: Az ezernevű lány... Kopárszív
- Sütő András: Anyám könnyű álmot igér... Ifjú asszony
- Németh László: Az áruló... Moroné
- Lezsák Sándor: Nyolcvan vödör levegő... Öregasszony
- Fekete Sándor: A Lilla-villa titka...Bözse
- Szakonyi Károly: Hongkongi paróka, avagy a divat változásai... Ilona
- Görgey Gábor: Handabasa avagy a fátyol titkai... Lidi, Vilma szobalánya
- Kálmán Imre: Marica grófnő... Lotti

## Filmek, tv
- Idegen arcok (1974)
- Kabala (1982)
- Egy fiú bőrönddel (1984)
- Koldus Napóleon (1987)
- Ismeretlen ismerős (1989)
- Félálom (1991)